# Massacre du bus de Beyrouth
Le massacre du bus de Beyrouth (arabe : مجزرة بوسطة عين الرمانة ,مجزرة عين الرمانة), aussi connu sous le nom d'incident d'Ain el-Rammaneh ou encore Dimanche Noir, est le nom donné à une série d'affrontements impliquant des Phalangistes libanais et des Palestiniens dans les rues du centre de Beyrouth, au Liban, communément présentée comme l'étincelle qui a déclenché la guerre civile libanaise au milieu des années 1970. Les vestiges du bus, surnommé bus du malheur, sont aujourd'hui abandonnés dans un jardin du Sud-Liban.
Le 13 avril 1975 est commémoré au Liban comme la date qui marque le début de la guerre du Liban qui a duré 15 ans, de 1975 à 1990.

## Fusillade devant l'église et massacre
Le 13 avril 1975, une série d'incidents dans le quartier majoritairement chrétien d'Ain El Remmaneh à Beyrouth-Est, dégénère en fusillade entre miliciens puis en massacre des passagers d'un autobus. Dans la matinée, une cérémonie se tient pour l'inauguration de la nouvelle église Notre-Dame de la Délivrance, de la communauté grecque catholique. Il s'agit d'une petite chapelle peu visible, au rez-de-chaussée d'un immeuble de six étages. L'évêque Grégoire Haddad, politiquement de gauche, a cependant accepté la présence de Pierre Gemayel, le  za'im (patron politique) du parti maronite de droite des Kataeb (également appelé phalangistes). La police devait détourner la circulation pour éviter un incident devant l'église mais laisse malencontreusement passer une voiture civile Volkswagen avec une immatriculation commençant par 499, numéro attribué aux voitures des camps palestiniens, ce qui provoque la méfiance des miliciens phalangistes : un coup de feu part et le conducteur est blessé à la main. Pierre Gemayel assiste à la messe mais sort avant la fin de la cérémonie et échappe ainsi à la fusillade, ce qui fera croire à ses partisans qu'il s'agissait d'une attaque préméditée des Palestiniens contre sa personne. Par une des nombreuses légendes qui entourent ce drame, il prétendra plus tard avoir été présent au moment des tirs alors que les journaux des jours qui suivent ne le mentionnent pas.
Vers 10h30, une autre voiture de marque Fiat, ornée d'affiches et d'autocollants appartenant au Front populaire de libération de la Palestine (FPLP) amène une demi-douzaine de fedayins palestiniens qui signalent leur présence avec le protocole habituel des miliciens comme les tirs en l'air de fusils automatiques : les miliciens phalangistes leur refusant le passage, ils ouvrent le feu sur l'église et sur les personnalités présentes, tuant quatre personnes,,. Une fusillade oppose les deux groupes : parmi les victimes, on compte Joseph Abou Assi, un militant des Kataeb qui n'était pas en service et père d'un enfant baptisé dans l'église ce jour-là, ainsi que trois gardes du corps - Antoine Husseini, Dib Assaf et Selman Ibrahim Abou, abattus alors qu'ils tentaient de riposter aux assaillants,,,,.
Alors que la fusillade se termine, un bus de réfugiés palestiniens transportant des militants du Front de libération arabe (FLA) de Palestine et des sympathisants libanais sans méfiance (dont des femmes et des enfants), résidents du camp de Tel al-Zaatar , revient d'un rassemblement à Chatila où les différents groupes palestiniens commémoraient l'attaque du kibboutz israélien de Kyriat Shmona un an plus tôt,. La plupart des véhicules du convoi avaient pris un autre itinéraire mais ce bus, affrété par le Front populaire de libération de la Palestine-Commandement général (ou, selon une autre version, par le Front de libération arabe) coupe au plus court par Ain El Remmaneh. Alors qu'il passe dans les ruelles étroites, une escouade de miliciens phalangistes dirigée par Bachir Gemayel, le fils cadet de Pierre Gemayel, le prend en embuscade. Les phalangistes tirent en rafale sur le véhicule, tuant 27 passagers et en blessant 19 dont le chauffeur,,. Un autre décompte parle de 22 tués (dix Palestiniens, dix Libanais, un Syrien et un Irakien) et 12 blessés.

## Conséquences
Des miliciens phalangistes armés des Kataeb et du Parti national-libéral Al-Ahrar (les « Tigres » de Camille Chamoun, absent ce jour-là) craignent une attaque massive des Palestiniens et commencent à dresser des barrages routiers à Ain El Remmaneh et dans d'autres quartiers chrétiens de Beyrouth-Est, arrêtant les véhicules et contrôlant les identités, tandis que dans les secteurs de Beyrouth-Ouest principalement musulmans, les Palestiniens font de même.
Le Premier ministre libanais récemment nommé, le musulman sunnite Rachid al-Solh, a vainement tenté de désamorcer la situation le plus rapidement possible en envoyant dans la soirée du lendemain du massacre un détachement de la gendarmerie des Forces de sécurité intérieure (FSI) à Ain el-Rammaneh, qui a arrêté un certain nombre de suspects. Le premier ministre Rachid el-Solh tente alors de faire pression sur le président du parti phalangiste, Pierre Gemayel, pour qu'il livre aux autorités les miliciens phalangistes des Kataeb responsables de la mort du chauffeur palestinien. Il envoie ensuite une délégation phalangiste en mission pour obtenir la libération des suspects précédemment détenus par les autorités libanaises, déclarant que les individus impliqués dans l'incident n'ont fait que se défendre et qu'aucune charge ne peut être retenue contre eux.
La fusillade de l'église, présentée par le camp chrétien comme une tentative d'assassinat de leur leader, suivie du massacre de « l'autobus du malheur » ont attisé la haine et la méfiance communautaires au Liban. Les trois jours suivants, une série d'attaques et d'affrontement violents fait plus de 300 morts. C'est le début de la « guerre de deux ans » (1975-1976) opposant les miliciens des Kataeb aux Fedayin palestiniens et à leurs alliés de gauche de l'alliance du Mouvement national libanais (MNL). Dès le 31 octobre 1975, la guerre en est à son dixième cessez-le-feu.
Alors que le bilan sanglant fait écho dans le pays, des affrontements armés entre groupes palestiniens et milices chrétiennes éclatent dans toute la capitale libanaise. Les milices du Mouvement national libanais (MNL) entrent en scène aux côtés des Palestiniens. Les nombreux cessez-le-feu et pourparlers politiques organisés dans le cadre d'une médiation internationale demeurent infructueux. La violence sporadique s'est transformée en une véritable guerre civile eu Liban au cours des deux années suivantes, connue sous le nom de « phase 1975-1977 de la guerre civile libanaise », au cours de laquelle 60 000 personnes ont perdu la vie et qui a divisé le Liban selon des lignes factionnelles et sectaires pendant encore 15 ans.

## Controverses
La chaîne d'événements qui a conduit à la fusillade de l'église d'Ain el-Rammaneh et au « massacre du bus » (ou « dimanche noir ») d'avril 1975 fait l'objet d'intenses spéculations et de débats passionnés au Liban depuis la fin de la guerre civile en 1990. Il existe deux versions contradictoires de ce qui s'est passé ce jour-là.

### Concernant l'attaque du bus

#### Identité des victimes palestiniennes
Les phalangistes décrivent l'attaque du bus comme un acte d'autodéfense en insistant sur le fait que le bus transportait des renforts armés de la guérilla du FLA qui tiraient des coups de feu. Les phalangistes auraient selon eux anticipé une telle réaction en gardant l'église et, lors de la fusillade qui a suivi, ils ont affirmé avoir tué quatorze Fedayin palestiniens.
La plupart des récits de l'Organisation de libération de la Palestine refusent cette version des événements en décrivant les passagers du bus comme des familles civiles victimes d'une attaque non provoquée et non comme des guérilleros armés.

#### Identité des miliciens libanais
Un haut responsable de l'OLP, Abu Iyad, a suggéré que l'incident était une provocation délibérée organisée par le Parti national libéral al-Ahrar (PNL), un parti conservateur à prédominance chrétienne dirigé par l'ancien président Camille Chamoun. et non une agression imputable aux Phalanges Kataeb. D'autres dirigeants palestiniens ont plutôt soupçonné les Phalangistes d'avoir provoqué l'incident.

### Concernant la fusillade devant l'église

#### Auteurs palestiniens
Cependant, aucune de ces versions n'a jamais été étayée par des preuves plausibles, et beaucoup ont commencé à douter que le  Front populaire de libération de la Palestine soit réellement responsable de l'attentat « initial » contre l'église. En effet, les critiques ont souligné la présence trop évidente d'automobiles civiles recouvertes de propagande de cette faction de l'OLP et la tactique employée (une fusillade en voiture), qui ne correspondait pas aux méthodes couramment utilisées par les mouvements de guérilla palestiniens à l'époque.

#### Auteurs libanais
C'est pourquoi la véritable identité des auteurs moraux - et en particulier celle de leur faction ou de leur parti - est restée mystérieuse jusqu'à la fin des années 1990. De nouvelles preuves, apparues à cette époque, semblent confirmer qu'il ne s'agissait pas de « fedayin » palestiniens, mais de membres du Parti social nationaliste syrien (PSNS), une organisation libanaise de droite, multiconfessionnelle et pan-syrienne. Le PSNS aurait mené cette action en représailles à la répression brutale de ses militants à la suite de sa tentative de coup d'État avortée au tournant de 1961-1962, orchestrée par le ministre de l'Intérieur de l'époque, Pierre Gemayel,. Quant aux tireurs du PSNS impliqués dans la fusillade d'avril 1975, ils n'ont jamais été appréhendés et ont apparemment disparu sans laisser de traces. Certains rapports non confirmés suggèrent qu'ils ont été tués au combat.

## Conservation de la carcasse du bus
Le bus de l'attaque est retrouvé en 2011, et avait été conservé en l'état par son propriétaire de l'époque. Il a été exposé la même année par Umam Documentation & Research ONG libanaise qui collecte des archives du passé du Liban.